# لاسارو رویس
لاسارو رویس (اسپانیایی: Lázaro Ruiz‎؛ زادهٔ ۱۲ اکتبر ۱۹۸۴) وزنه‌بردار اهل کوبا است.
وی در مسابقات بین‌المللی در مجموع برندهٔ ۲ مدال طلا، ۱ مدال نقره، ۱ مدال برنز شده‌است.